# 中间节肢蕨
中间节肢蕨（学名：Arthromeris intermedia）为水龙骨科节肢蕨属下的一个种。其种加词“intermedia”意为“中间的”。
现接受名为Selliguea moulmeinensis (Bedd.) X.C.Zhang & L.J.He, 2018。